# Lysmata hochi
Lysmata hochi is een garnalensoort uit de familie van de Hippolytidae. De wetenschappelijke naam van de soort is voor het eerst geldig gepubliceerd in 2008 door Baeza & Anker.